# Hansboro
Hansboro – miasto w Stanach Zjednoczonych, w stanie Dakota Północna, w hrabstwie Towner.